# Szczyrk
Szczyrk là một thị trấn thuộc huyện Bielski, tỉnh Śląskie ở nam Ba Lan. Thị trấn có diện tích 39 km². Đến ngày 1 tháng 1 năm 2011, dân số của thị trấn là 5782 người và mật độ 148 người/km².